# خلیفه احمد محمد
خلیفه احمد محمد (انگلیسی: Khalefa Ahmed Mohamed؛ زادهٔ ۲۳ نوامبر ۱۹۸۳) بازیکن فوتبال اهل سودان بود.
از باشگاه‌هایی که در آن بازی کرده‌است می‌توان به باشگاه فوتبال الهلال ام درمان و باشگاه فوتبال الاهلی عربستان سعودی اشاره کرد.
وی همچنین در تیم ملی فوتبال سودان بازی کرده‌است.